# シュガー・レイ・マリモン
シュガー・レイ・マリモン（Sugar Ray Marimon、1988年9月30日 - ）は、コロンビアのボリーバル県カルタヘナ出身のプロ野球選手（投手）。右投右打。
歴代コロンビア出身メジャーリーガーの中で、唯一名前を3つ登録している選手である。

## 経歴

### プロ入りとロイヤルズ傘下時代
2006年11月20日にカンザスシティ・ロイヤルズと契約。
2007年は、傘下のルーキー級ドミニカン・サマーリーグ・ロイヤルズで開幕を迎えた。この年は、14試合（10試合に先発）登板し、1勝2敗・防御率2.05・40奪三振を記録した。
2008年は、アパラチアンリーグのルーキー級バーリントン・ロイヤルズで開幕を迎えた。この年は6試合（3試合で先発）登板し、0勝2敗・防御率11.08・12奪三振を記録した。
2009年は、パイオニアリーグのルーキー級アイダホフォールズ・チュカーズで開幕を迎えた。この年は、15試合（13試合で先発）登板し、3勝3敗・防御率5.78・47奪三振を記録した。
2010年は、A級バーリントン・ビーズで開幕を迎えた。この年は、14試合に先発登板し、2勝6敗・防御率5.91・50奪三振を記録した。
2011年は、A級ケーンカウンティ・クーガーズで開幕を迎えた。この年は、13試合に先発登板し、3勝5敗・防御率3.68・54奪三振を記録した。
2012年は、A+級ウィルミントン・ブルーロックスで開幕を迎えた。ここでは、14試合（9試合で先発）登板し、4勝2敗1セーブを記録した。その後、AA級ノースウエストアーカンソー・ナチュラルズに昇格した。ここでは、12試合に先発登板し、3勝6敗・防御率4.59・36奪三振を記録した。11月には、第3回WBC予選のコロンビア代表に選出された。
2013年は、AA級ノースウエストアーカンソーで開幕を迎える。この年は、27試合（26試合で先発）登板し、6勝14敗・防御率4.31・119奪三振を記録した。
2014年は、ルーキー級アイダホフォールズで3試合に登板した 後、AA級ノースウエストアーカンソーに昇格した。ここでは、4試合に先発登板し、0勝1敗・防御率2.14・9奪三振を記録した。その後、AAA級オマハ・ストームチェイサーズに昇格した。ここでは、15試合に先発登板し、5勝4敗・防御率3.58・67奪三振を記録した。この年限りでロイヤルズを退団する。

### ブレーブス時代
2014年11月4日にアトランタ・ブレーブスと契約を結んだ。
2015年は、スプリングトレーニングに招待選手として出場した。開幕を傘下のAAA級グウィネット・ブレーブスで迎えた後、4月13日にメジャーに昇格した。4月14日のマイアミ・マーリンズ戦でトレバー・ケーヒルの次投手として登板しメジャーデビューを果たし、打席ではトム・コーラーから三塁への内野安打でメジャー初安打も記録した。10月9日に40人枠から外れAAA級グウィネットへ降格した。

### KTウィズ時代
2015年11月16日、韓国プロ野球のKTウィズと契約。韓国プロ野球史上初のコロンビア出身の選手となる。
2016年4月1日、同年のKTの公式戦開幕投手を務めた。同年KTで6勝を記録したが、肘の故障により7月7日に退団した。

## 詳細情報

### 年度別投手成績
| 年 度    | 球 団    | 登 板 | 先 発 | 完 投 | 完 封 | 無 四 球 | 勝 利 | 敗 戦 | セ 丨 ブ | ホ 丨 ル ド | 勝 率 | 打 者 | 投 球 回 | 被 安 打 | 被 本 塁 打 | 与 四 球 | 敬 遠 | 与 死 球 | 奪 三 振 | 暴 投 | ボ 丨 ク | 失 点 | 自 責 点 | 防 御 率 | W H I P |
| -------- | -------- | ----- | ----- | ----- | ----- | -------- | ----- | ----- | -------- | ----------- | ----- | ----- | -------- | -------- | ----------- | -------- | ----- | -------- | -------- | ----- | -------- | ----- | -------- | -------- | ------- |
| 2015     | ATL      | 16    | 0     | 0     | 0     | 0        | 0     | 1     | 0        | 0           | .000  | 117   | 25.2     | 30       | 3           | 14       | 0     | 0        | 14       | 0     | 0        | 21    | 21       | 7.36     | 1.71    |
| 2016     | KT       | 12    | 12    | 0     | 0     | 0        | 6     | 4     | 0        | 0           | .600  | 275   | 62.0     | 60       | 3           | 29       | 0     | 6        | 45       | 8     | 0        | 38    | 36       | 5.23     | 1.44    |
| MLB：1年 | MLB：1年 | 16    | 0     | 0     | 0     | 0        | 0     | 1     | 0        | 0           | .000  | 117   | 25.2     | 30       | 3           | 14       | 0     | 0        | 14       | 0     | 0        | 21    | 21       | 7.36     | 1.71    |
| KBO：1年 | KBO：1年 | 12    | 12    | 0     | 0     | 0        | 6     | 4     | 0        | 0           | .600  | 275   | 62.0     | 60       | 3           | 29       | 0     | 6        | 45       | 8     | 0        | 38    | 36       | 5.23     | 1.44    |

- 2016年度シーズン終了時

### 記録
MLB
- 初登板：2015年4月14日、対マイアミ・マーリンズ戦（ターナー・フィールド）、3回表に2番手で救援登板
- 初奪三振：同上、3回表にジャロッド・サルタラマッキアから空振り三振
- 初安打：同上、3回裏にトム・コーラーから三塁内野安打

### 背番号
- 54 (2015年)
- 49 (2016年)

### 代表歴
- 2013 ワールド・ベースボール・クラシック・コロンビア代表